# علي عبد الرحيم
علي عبد الرحيم (1961 -2 يونيو 2020) ممثل مصري قام بالعديد الأعمال السينمائية مثل: شمس الزناتي والعشق والدم وشارك في العديد من المسلسلات مثل: الراية البيضاء، ليالي الحلمية، ضمير أبلة حكمت، أوبرا عايدة، أم كلثوم، حدائق الشيطان، فرقة ناجي عطالله وغيرها.

## أعماله الفنية

### مسلسلات
- خيبر -2013
- فرقة ناجي عطا الله-2012
- كاريوكا-2012
- أم الصابرين (زينب الغزالى)-2012
- الصفعة-2012
- سقوط الخلافة - 2010
- راجل وست ستات (ج6)
- أبو ضحكة جنان (إسماعيل يس) -2009
- الخيول تنام واقفة -2009
- راجل وست ستات (ج4) سيت كوم-2009
- الرحايا حجر القلوب -2009
- أحلام نبيلة -2009
- بنت من الزمن ده -2008
- ظل المحارب -2008
- أدهم الشرقاوي -2008
- عزيز على القلب -2008
- نسيم الروح -2008
- زواج سعيد جدا جدا -2008
- درب الطيب -2007
- الملك فاروق -2007
- راجل وست ستات (ج1) سيت كوم-2007
- ولاد الليل -2007
- أمير الشرق -2007
- حدائق الشيطان -2006
- الإمام المراغي -2006
- عفريت القرش -2006
- أماكن في القلب -2005
- عفاريت السيالة -2004
- حد السكين -2003
- آخر المشوار -2003
- الناس في كفر عسكر -2003
- تعالى نحلم ببكره -2003
- رجل الأقدار -2002
- السيرة العاشورية «الحرافيش» الجزء الأول -2002
- البر الغربي -2001
- أوبرا عايدة -2000
- نسر الشرق ج2 -2000
- أمشير -2000
- أم كلثوم -1999
- نسر الشرق ج1 -1997
- ضمير أبلة حكمت -1991
- ألف ليلة وليلة -1991
- بنات زينب -1989
- ليالي الحلمية (ج3) -1989
- الراية البيضا -1988
- ثمن الخوف -1988
- وأدرك شهريار الصباح
- صح النوم
- عباس وحكايته مع الناس
- عباد الرحمن

### أفلام
- شمس الزناتي (مع عادل إمام)
- العشق والدم
- من خاف سلم

## روابط خارجية
- علي عبد الرحيم على موقع الدهليز
- علي عبد الرحيم على موقع قاعدة بيانات الأفلام العربية